# Symphonie no 3 de Milhaud
« Te Deum »
Pour les articles homonymes, voir Symphonie no 3.
La Symphonie no 3, op. 271, sous-titrée « Te Deum », est une œuvre pour chœur et orchestre du compositeur français Darius Milhaud. Elle a été écrite en 1946 à la suite d'une commande de la Radiodiffusion française d'un Te Deum pour célébrer la victoire alliée concluant la Seconde Guerre mondiale. Au lieu de se limiter à mettre en musique le texte liturgique, Milhaud a écrit une symphonie en quatre mouvements, dans laquelle l'orchestre joue seul durant deux mouvements (I et III). Le chœur intervient sans paroles dans le deuxième mouvement ; c'est seulement dans le finale qu'il chante le texte latin du Te Deum. La symphonie a été créée le 30 octobre 1947 à Paris.
Cette symphonie ne doit pas être confondue avec la Symphonie de chambre no 3 « Sérénade » de 1921, op. 71, de Milhaud.

## Structure
La Troisième Symphonie de Milhaud comporte quatre mouvements. Les titres des mouvements sont les suivants :
1. Fièrement (env. 5 min 45 s)
2. Très recueilli (env. 10 min)
3. Pastorale (env. 4 min)
4. Hymnus Ambrosianus—Te Deum (env. 7 min 15 s)

La durée d'exécution est d'environ 27 minutes.
La symphonie est publiée par Heugel & Cie.

## Enregistrements
- Darius Milhaud / Chorale Élisabeth Brasseur, Geneviève Joy, Ina Marika, Orchestre de la Société des concerts du Conservatoire (Vega) - 1963

- Sinfonieorchester Basel, chef : Alun Francis (CPO) - 1997 (faisant partie de l'intégrale des symphonies de Milhaud chez CPO)